# Кухељ Свеп
Свеп  је југословенски једномоторни, једноседи, нискокрилни лаки авион са затвореном кабином конструктора инж. Антона Кухеља, који се користио као спортски авион, између два светска рата.

## Пројектовање и развој
Успех са авионом Кухељ KS-1b "Јанез" подстакао је браћу Хрибар да се прихвате израде лаког спортског једноседа са затвореном кабином, нискокрилца "Свеп це-це", такође према пројекту и прорачунима инж. А. Кухеља. Авион је добио име према према скраћеницама од имена власника авиона СВЕтозар и Петер Хрибар (СВЕП). Авион је био завршен крајем августа месеца 1938. Пробни летови су показали да је авион био уздужно нестабилан, да мотор није могао да постигне потребан број обртаја због претешке елисе, а непосредно после полетања 8. новембра 1938. године, одвојила се елиса, што је довело до удеса и тешког оштећења авиона.
Браћа Хрибар и конструктор Инж. А. Кухељ се нису обесхрабрили неуспехом њиховог претходног пројекта Свеп це-це него су приступили изради новог авиона на коме су исправљени недостатци његовог претходника. Тако су на новом авиону који је добио назив "Свеп минима" повећана крила са тањим аеропрофилом, повећана ширина трупа, смањена је крма дубине, појачан мотор, побољшани амортизери и повечани точкови.

### Технички опис
Авион Свеп минима је био опремљен ваздухом хлађеним двоцилиндричним боксер мотором Praga B2 снаге 30 kW. Цилиндри мотора су били ван облоге мотора тако да се хлађење обављало природном циткулацијом ваздуха око цилиндра за време лета авиона. На вратило мотора се директно постављала двокрака дрвена вучна елиса фиксног корака пречника 1,52 m.
Труп авиона је био потпуно направљен од дрвета како носећа конструкција тако и оплата од шперплоче. Предњи део авиона (мотор и носач мотора) је био обложен алуминијумским лимом. Између мотора и прве кабине налазио се резервоар за гориво. Резервоар је противпожарним зидовима био одвојен од мотора и пилотске кабине. У трупу су се налазила једна кабина која је имала ветробран и поклопац од плексигласа. Попречни пресек трупа био је елипсастог облика што је авиону давало леп облик и смањен аеродинамични отпор при лету.
Носећа конструкција крила је била од дрвета са две рамењаче обложена шперплочом. Облик крила је био трапезаст са заобљеним крајем крила. Нападна ивица крила је била благо закошена према репу авиона. Аеропрофил крила је RAF48 и RAF38 уместо NACA230 који је био аеропрофил примењен код авиона Свепа це-це. 
Стајни трап је био класичан фиксан са независним гуменим точковима. Стајни трап је имао само  вертикалне носаче у којима су били уграђени амортизери. На крају репа авиона налазио се клавирски гумени точак као трећа ослона тачка авиона.

### Варијанте авиона Свеп
- Свеп це-це - прототип са мотором Mengin Type B снаге 19 kW,
- Свеп минима - авион са мотором Praga B2 снаге 30 kW.

## Земље које су користиле Авион Кухељ Свеп
- Краљевина Југославија

## Оперативно коришћење

### Авион Кухељ Свеп у Југославији
Пошто је авион "Свеп це-це", доживео удес непосредно после полетања 8. новембра 1938. године (за време пробних летова), одвојила се елиса, што је довело до удеса и тешког оштећења авиона. Тог кобног дана авионом је управљао његов власник Светозар Хрибар који је том приликом само лакше повређен. Због уочених недостатака и тешког оштећења одустало се од поравке овог авиона него се приступило пројектовању и изради модификованог лаког спортског авиона названог "Свеп минима".
Почетком 1939. године браћа Светозар и Петер Хрибар су наставили да граде лаке спортске авионе по нацртима и прорачунима инж. Антон Кухеља, тако да је авион "Свеп минима" полетео 27. септембра 1939. године. То је био нискокрилац, дрвене конструкције, лепих и складних облика намењен спортском летењу. Конструктор је за серијску производњу предвиђао двоседу варијанту која би се користила за обуку пилота у аероклубовима. Нажалост Други светски рат је прекинуо развој овог пројекта који је завршен 1952. године. 
Паралелно су грађене две "Свеп миниме" једна за ОО Аероклуб Љубљана а друга за браћу Хрибар. Први авион је полетео 27. септембра 1939. године. У току испитивања утврђено је да је авион био "тежак на нос" тј тежиште му је било ближе мотору (кљуну авиона). такође није могао да постигне максималан број обртаја због претешке елисе. Ови технички недостаци су били отклоњени на другој Свеп миними, која је била завршена у пролеће 1940. године, уградњом лакше елисе и променом положаја крме висине.
После испитивања и техничких побољшања изведених током 1940. године, обе "миниме" су биле спремне за комисијске прегледе и хомологацију. Међутим, у условима непосредне ратне опасности није извршен комисијски преглед авиона, није добијена пловидбена дозвола па тако није извршена ни регистрација ових авиона. Клупска "Свеп минима" је уништена у удесу 16. марта 1941. године приликом пада на земљу после превлачења у заокрету на висини од око 40 метара. У удесу је настрадао војни пилот који је управљао авионом. Авион "Свеп минима" који је био приватно власништво браће Хрибар је преживео рат.